# Fritz Brucker
Fritz Brucker ist ein österreichischer Pianist, Liedbegleiter und war bis vor kurzem Chorleiter des Wiener Schubertbundes.

## Leben
Brucker absolvierte zunächst ein technisches Studium und ist Diplomingenieur.
Als 10-Jähriger erhielt er privaten Klavierunterricht, später studierte er bei Grete Reinberger am Konservatorium der Stadt Wien. Im Gebiet Chorleitung nahm er wie seine Studienkollegen Claudio Abbado und Zubin Mehta Privatunterricht bei seinem Onkel Reinhold Schmid an der Hochschule für Musik. Nach Stationen als Kirchenmusiker und Chorleiter in St. Severin wurde er 1973 stellvertretender Chorleiter und Klavierbegleiter des Wiener Schubertbundes, seit 2001 ist er dessen alleiniger künstlerischer Leiter. Im Sommer 1994 wirkte er als Korrepetitor im Rahmen der Wiener Meisterkurse.
Er konzertierte international in Europa, den USA, Asien, und Afrika als Klavierbegleiter vieler Solisten aus der Wiener Staats- und Volksoper, darunter Kammersängerin Renate Holm, Margareta Hintermeier, Robert Holl und Rudolf Holtenau.
Brucker ist auch Obmann des Humanitären Bundes der Berufssänger (H.B.B.).